# Zachodni wiatr
Zachodni wiatr (ang. The West Wind) – obraz olejny kanadyjskiego artysty Toma Thomsona.
Znany obraz, z sosną w centrum był opisywany jako rosnące „w narodowym etosie jako nasze jedno, jedyne drzewo w kraju drzew”. Był to ostatni obraz artysty, a według niektórych historyków sztuki nie był on jeszcze ukończony, gdy jego twórca w 1917 roku poniósł nagłą śmierć w wyniku utonięcia.
Opisywany przez A.Y. Jacksona jako jeden z trzech najpiękniejszych obrazów kiedykolwiek namalowanych w Kanadzie jest uważany za ducha Kanady, wyrażonego poprzez obraz.

## Historia i opis
Thomson namalował Zachodni wiatr w oparciu o wcześniejszy, nieco odmienny szkic, sporządzony w 1916 roku podczas pracy w charakterze strażnika leśnego w Algonquin Provincial Park.
W ostatecznej wersji płótna Thomson przeniósł sosnę bardziej w prawo, zastępując niezbyt określoną płaszczyznę pierwszego planu mocno wzorzystymi konturami skał oraz usunął z ziemi martwy konar drzewa. Lokalizacja motywu jest niepewna; przyjaciel Thomsona Winifred Trainor uważał, że przedstawionym miejscem było Cedar Lake, choć jako miejsce sugerowano również Grand Lake w Algonquin Park.
Podobnie jak w przypadku swojej słynnej Sosny Banksa Thomson rozpoczął malowanie obrazu od zagruntowania płótna cynobrem, który pozwolił mu na ukazanie w różnych miejscach kontrastu z odcieniami zieleni tak, aby nadać dziełu poczucie „wibracji” i ruchu. Sosna zdominowała kompozycję nie przesłaniając widoku na dalszy plan i jest udana zarówno jako konkretna podobizna jak i abstrakcyjny zamysł.
Choć nie imponujący co do skali, obraz ten jest wdzięczną, arabeskową dekoracją, „powiększonym bonsaiem”. Tło w zamyśle Thomsona nadaje kompozycji secesyjnej delikatności, na przykład „poprzez sposób, w jaki sylwetka pojedynczego drzewa wznosi się na tle wody lub nieba jako symbol romantycznej samotności”. Wcześniejszy recenzent zauważył w tym obrazie i w Sośnie Banksa ten sam efekt: „[te] dwa najbardziej znane płótna... to są w zasadzie projekty ‘secesyjne’ co do płaszczyzny; w obu wypadkach jest to drzewo nakreślone przy pomocy wielkich, zakrzywionych linii... takie obrazy chroni jednak przed całkowitą stylizacją zastosowanie konsekwentnie rodzimej tematyki i kanadyjskich kolorów, jaskrawych kolorów jesieni”.
Według Trainora Thomson nie był zadowolony ze swego obrazu; obawiał się, że płaskie, abstrakcyjne kształty skał na pierwszym planie i drzewa kolidują z nastrojową koncepcją tła. Jednak według Arthura Lismera, kolegi Thomsona, drzewa w Zachodnim wietrze są symbolem charakteru narodowego, przykładami stanowczości wobec żywiołów. Joan Murray, kurator i biograf Thomsona, która początkowo nie lubiła obrazu, napisała, iż jest to „wielkie płótno; współbrzmiąc z przesłaniem pogody i wiatru, wyraża ono niebiańskość, tak jak niektórzy z nas w Kanadzie wyobrażają ją sobie. Jest to ten rodzaj drzewa, które mogłoby stać u bram niebios, aby otworzyć drzwi do królestwa”.
Canadian Club of Toronto przekazał Zachodni wiatr do Art Gallery of Toronto. Bibliotekarz George Locke, członek klubu, zapowiedział w przemówieniu darowiznę, chwaląc osiągnięcia Thomsona: „Thomson nie potrzebuje tablicy dla upamiętnienia swych osiągnięć ... Pozostawił on nam dzieło, które wyraża życie naszego narodu – siły wielkiego, naturalnego środowiska tego młodego kraju”.

## Obraz na znaczku pocztowym
W pięćdziesiątą rocznicę śmierci Thomsona rząd kanadyjski uhonorował go serią znaczków przedstawiających jego dzieła, w tym Zachodni wiatr i Sosnę Banksa. 3 maja 1990 roku Canada Post w serii Arcydzieła sztuki kanadyjskiej wydał znaczek The West Wind, Tom Thomson, 1917. Znaczek zaprojektował Pierre-Yves Pelletier w oparciu o obraz olejny Zachodni wiatr, (1917) Toma Thomsona, znajdujący się w Art Gallery of Ontario w Toronto (Ontario). 50-centowe znaczki zostały perforowane w formacie 12.5 x 13.5 i wydrukowane w ilości 10 500 000 egzemplarzy przez Ashton-Potter Limited.